# دجاجة الماء الباسيفيكية
دجاجة الماء الباسيفيكية (الاسم العلمي: Gallinula pacifica) (بالإنجليزية: Samoan Moorhen)‏ هي نوع من الطيور تتبع جنس دجاجة الماء من فصيلة المرعات.